# Tramwaje w Teotihuacán
Tramwaje w Teotihuacán − zlikwidowany system komunikacji tramwajowej w meksykańskim mieście Teotihuacán.

## Historia
Tramwaje w Teotihuacán uruchomiono przed 1927, początkowo były to tramwaje konne. W 1927 w mieście była 3 km linia tramwaju benzynowego o rozstawie szyn wynoszącym 914 mm, która była obsługiwana przez 1 wagon. Linia zaczynała się koło dworca i prowadziła przez miasto do piramid. Data likwidacji systemu nie jest znana.